# Mein parfümierter Roman
Mein parfümierter Roman (im Original: My Purple Scented Novel) ist eine Erzählung von Ian McEwan aus dem Jahr 2016, welche erstmals im Ausstellungskatalog zu Thomas Demands Projekt L’Image Volée abgedruckt wurde und 2018 in Buchform erschien. Die deutsche Übersetzung von Matthias Fienbork wurde 2016 in der Frankfurter Allgemeinen Zeitung und 2018 in überarbeiteter Version in Buchform veröffentlicht.
Die Geschichte handelt von dem Schriftsteller Parker Sparrow, der Ideen und Textpassagen von einem noch unveröffentlichten Roman seines Freundes für sein eigenes Buch stiehlt, um diesem später vorzuwerfen, ein Plagiat begangen zu haben.

## Handlung
Die Erzählung handelt von den befreundeten Schriftstellern Parker Sparrow und Jocelyn Tarbet, die nach dem gemeinsamen Studium der englischen Literatur beginnen eigenständig Texte zu veröffentlichen. Doch während Jocelyn immer erfolgreicher mit seinen Werken wird, bleibt Parker der Öffentlichkeit größtenteils unbekannt.
Als dieser für ein Wochenende auf Jocelyns Katzen aufpassen und die Blumen gießen soll, beginnt er das noch unveröffentlichte Manuskript seines Freundes mit dem Titel Der Tumult zu lesen. Um seinem eigenen schriftstellerischen Erfolg auf die Sprünge zu helfen, gibt er die Arbeit an seinem eigenen Roman auf und beginnt den gelesenen Text durch leichte Änderungen zu seinem eigenen umzuarbeiten. Nach einem Monat veröffentlicht er den Roman unter dem Titel Der verweigerte Tanz, der allerdings infolge Parkers geringer Popularität keine große Resonanz erhält. Als Jocelyn einige Jahre später Der Tumult veröffentlicht, schickt Parker den verweigerten Tanz an einen Literaturkritiker mit dem Hinweis auf die Ähnlichkeit zu Jocelyns Roman. Dieser gerät daraufhin in starke Kritik und große Verlage verweigern ihm die Zusammenarbeit, während Parker zu einem angesehenen Literaten aufsteigt.
Jocelyn, der den verweigerten Tanz nicht gelesen hat, bevor er den Tumult veröffentlichte, erklärt die Ursache für diesen doppelt auftretenden Roman mit einer starken Verbundenheit im Geiste der beiden Schriftsteller.

## Inspiration & Veröffentlichung
Inspiriert wurde die Erzählung durch ein Ausstellungsprojekt des deutschen Künstlers Thomas Demand mit dem Titel L’Image Volée aus dem Jahr 2016 und wurde erstmals im gleichnamigen Ausstellungskatalog sowie im Magazin New Yorker abgedruckt. 2018 erschien die Erzählung dann durch die Penguin Random House Verlagsgruppe in Buchform innerhalb der Reihe Vintage short. Die deutsche Übersetzung von Matthias Fienbork, die 2016 noch unter dem Titel Mein grandioser Roman in der Ausgabe der Frankfurter Allgemeinen Zeitung vom 8. Juli erschien, wurde schließlich 2018 durch den Diogenes Verlag als Buch mit nochmals durchgesehener Übersetzung veröffentlicht.

## Ausgaben
- Ian McEwan: Mein grandioser Roman. In: Frankfurter Allgemeine Zeitung. Nr. 157, 8. Juli 2016, S. 11.
- Ian McEwan: Mein parfümierter Roman. Diogenes, Zürich 2019, ISBN 978-3-257-79122-8.